# Condado de Peñalver
El condado de Peñalver es un título nobiliario español, creado el 1 de septiembre de 1836, con el vizcondado previo de la Concepción, durante el reinado de Isabel II por la reina regente, su madre, María Cristina de Borbón-Dos Sicilias, a favor de Nicolás de Peñalver y Cárdenas, caballero de la Orden de Carlos III.

## Titulares
|                                     | Titular                                       |                        |
| Creación por Isabel II              | Creación por Isabel II                        | Creación por Isabel II |
| ----------------------------------- | --------------------------------------------- | ---------------------- |
| I                                   | Nicolás de Peñalver y Cárdenas                | 1836-1838              |
| II                                  | Narciso José de Peñalver y Peñalver           | 1838-1881              |
| III                                 | Nicolás de Peñalver y Zamora                  | 1881-1916              |
| IV                                  | Enrique de Peñalver y Zamora                  | 1916-1932              |
| Rehabilitación por Francisco Franco |                                               |                        |
| V                                   | María de los Dolores de Peñalver y Zamora     | 1959-1972              |
| VI                                  | María de los Dolores Bassave y González-Abreu | 1980-1988              |
| VII                                 | Esther María Koplowitz y Romero de Juseu      | 1988-2006              |
| VIII                                | Carmen Alcocer Koplowitz                      | 2006-Actualidad        |

## Historia de los condes de Peñalver

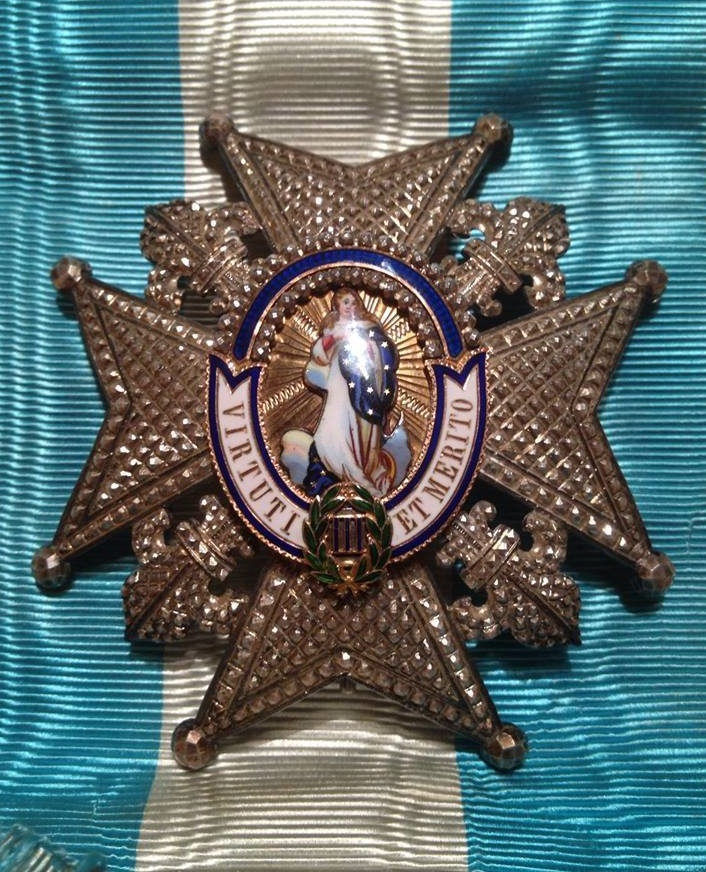
Placa de la Orden de Carlos III

- Nicolás de Peñalver y Cárdenas-Vélez de Guevara (1791-La Habana, 20 de septiembre de 1852), I conde de Peñalver,[2] alcalde ordinario de La Habana en 1846, gentilhombre de cámara del rey y caballero de la Orden de Carlos III.[2] Era hijo de Nicolás de Peñalver y Cárdenas y de María Luisa de Cárdenas y Santa Cruz, hija de Agustín de Cárdenas Vélez de Guevara y Castellón, I marqués de Cárdenas de Montehermoso.[3]

Casó el 1 de agosto de 1823, con su sobrina y viuda de su hermano Antonio, María de la Concepción de Peñalver y Peñalver, hija de su hermana María del Carmen de Peñalver y Cárdenas, y de José María de Peñalver y Navarrete, II marqués de Arcos. Le sucedió en 1838, por cesión, su hijo:
- Narciso José de Peñalver y Peñalver (n. en 1828), II conde de Peñalver,[2] gran cruz de la Orden de Isabel la Católica, caballero de la Orden de Montesa y escritor.[2]

Contrajo matrimonio el 16 de febrero de 1853, en La Habana, con María de los Dolores Zamora y Quesada, hija del licenciado José María Zamora y Coronado, regente de la Real Audiencia Pretorial de La Habana, y de María de los Ángeles de Quesada y Guerra. Le sucedió en 1881, su hijo:

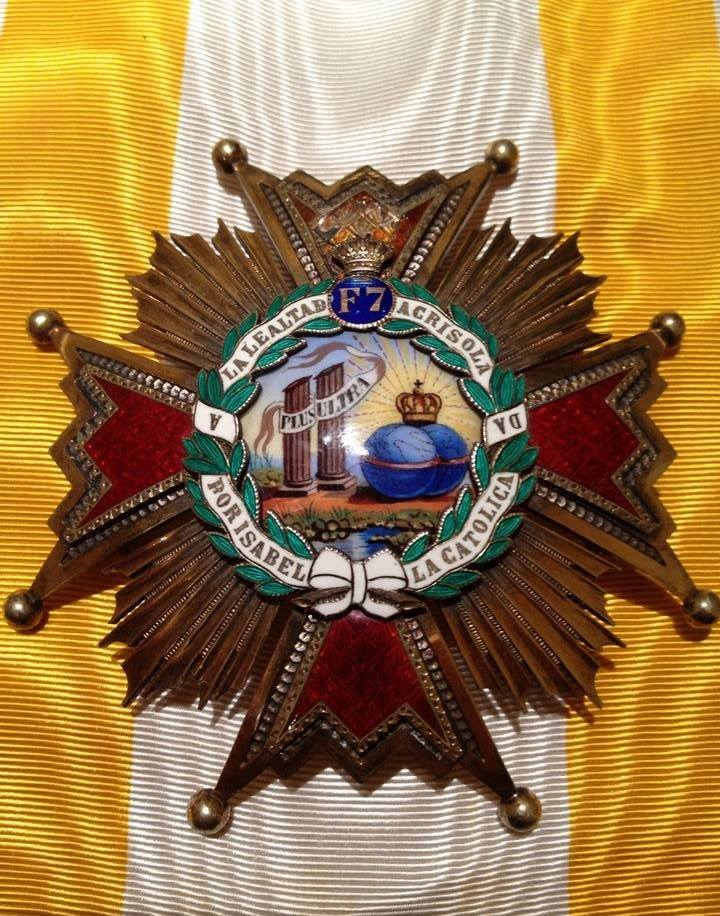
Placa de la Orden de Isabel la Católica

- Nicolás de Peñalver y Zamora (1853-febrero de 1916), III conde de Peñalver y V marqués de Arcos en 1903, sucediendo a Ignacio Peñalver y Calvo de la Puerta.[2]  Fue diputado a Cortes por Luarca, gentilhombre de cámara del rey, alcalde de Madrid y caballero de las órdenes de Isabel la Católica y de Carlos III.[2]

Casó con María del Socorro García de Paredes y Argüelles, dama noble de la Banda de María Luisa. Sin descendencia, le sucedió su hermano en 1916:
- Enrique de Peñalver y Zamora (1857-1932),  IV conde de Peñalver y VI marqués de Arcos.[5]

Casó con María Zamora y Pérez de Urría, hija de Rafael Zamora y Quesada y María de la Concepción Pérez de Urría y de la Cuesta, II marquesa de Valero de Urría.
Tras su fallecimiento nadie solicitó la sucesión, y el título permaneció vacante, hasta que en 1955, su hija solicitó la rehabilitación de los títulos marqués de Arcos y conde de Peñalver. 
Rehabilitación en 1959
- María de los Dolores de Peñalver y Zamora (m. Biarritz, 19 de noviembre de 1972), V condesa de Peñalver[5][6] y VII marquesa de Arcos.[5]

Casó con William Topham Sidney Beauclerk(1864–1950), descendiente de los duques de Saint Albans, y del rey Carlos II de Inglaterra. Su hijo Rafael Charles Beauclerk y Peñalver (1917–2007), fue VI marqués de Valero de Urría, tras la muerte sin descendientes de su prima Isidora Carmen de Zamora y Sierra.
Tras su fallecimiento su nieta Esmé Cynthia Beauclerk solicitó la sucesión del título, oponiéndose dentro del plazo del anuncio María de los Dolores Bassave y González-Abréu. El 16 de mayo de 1975, la interesada, Esmé Cynthia Beauclerk, desistió por escrito de su solicitud, a pesar de tener más derecho al título, siendo apartada del proceso con fecha 15 de julio de 1975, quedando como única aspirante la opositora. Ningún miembro de la familia Beauclerk ha reclamado, hasta el momento, este condado, ni tampoco el marquesado de Arcos. Le sucedió en 1978:
- María de los Dolores Bassave y González-Abreu, VI condesa de Peñalver.[10] Fue desposeída del título.

Le sucedió en 1988, en trámite de ejecución de sentencia:
- Esther María Koplowitz y Romero de Juseu (n. Madrid, 10 de agosto de 1950), VII condesa de Peñalver,[11] VIII marquesa de Casa Peñalver,[12] X marquesa de Cárdenas de Montehermoso[13] y VII marquesa de Campo Florido.

Casó en primeras nupcias, en 1969, con Alberto Alcocer y Torra. Contrajo un segundo matrimonio en 2003 con Fernando Falcó y Fernández de Córdoba, III marqués de Cubas.
Le sucedió por distribución, en 2006, su hija: 
- Carmen Alcocer Koplowitz (n. en 1974), VIII y actual condesa de Peñalver.[14]

Casó con Juan José Losada y Hernán. Divorciados.

## Árbol genealógico
| Leyenda                 |
| ----------------------- |
| Titulares Pretendientes |

| | | | | | |  |  | | | | | | | Nicolás de Peñalver y Cárdenas (1754-1818)                         | Nicolás de Peñalver y Cárdenas (1754-1818)                         | Nicolás de Peñalver y Cárdenas (1754-1818)                         | Nicolás de Peñalver y Cárdenas (1754-1818)                         | Nicolás de Peñalver y Cárdenas (1754-1818)                         | Nicolás de Peñalver y Cárdenas (1754-1818)                         |                                                                                                 |                                                                                                 |                                                                                                 |                                                                                                 |                                                                                                 |                                                                                                 | María Luisa de Cárdenas y Santa Crúz (1755-1825) | María Luisa de Cárdenas y Santa Crúz (1755-1825) | María Luisa de Cárdenas y Santa Crúz (1755-1825) | María Luisa de Cárdenas y Santa Crúz (1755-1825) | María Luisa de Cárdenas y Santa Crúz (1755-1825) | María Luisa de Cárdenas y Santa Crúz (1755-1825) | | | | |  |  |  |  |  |  |  |  |  |  |  |  |  |  |  |  |  |  |
| | | | | | |  |  | | | | | | | Nicolás de Peñalver y Cárdenas (1754-1818)                         | Nicolás de Peñalver y Cárdenas (1754-1818)                         | Nicolás de Peñalver y Cárdenas (1754-1818)                         | Nicolás de Peñalver y Cárdenas (1754-1818)                         | Nicolás de Peñalver y Cárdenas (1754-1818)                         | Nicolás de Peñalver y Cárdenas (1754-1818)                         |                                                                                                 |                                                                                                 |                                                                                                 |                                                                                                 |                                                                                                 |                                                                                                 | María Luisa de Cárdenas y Santa Crúz (1755-1825) | María Luisa de Cárdenas y Santa Crúz (1755-1825) | María Luisa de Cárdenas y Santa Crúz (1755-1825) | María Luisa de Cárdenas y Santa Crúz (1755-1825) | María Luisa de Cárdenas y Santa Crúz (1755-1825) | María Luisa de Cárdenas y Santa Crúz (1755-1825) | | | | |  |  |  |  |  |  |  |  |  |  |  |  |  |  |  |  |  |  |
| | | | | | |  |  | | | | | | |                                                                    |                                                                    |                                                                    |                                                                    |                                                                    |                                                                    |                                                                                                 |                                                                                                 |                                                                                                 |                                                                                                 |                                                                                                 |                                                                                                 |                                                  |                                                  |                                                  |                                                  | | | | | | |  |  |  |  |  |  |  |  |  |  |  |  |  |  |  |  |  |  |
| | | | | | |  |  | | | | | | |                                                                    |                                                                    |                                                                    |                                                                    |                                                                    |                                                                    |                                                                                                 |                                                                                                 |                                                                                                 |                                                                                                 |                                                                                                 |                                                                                                 |                                                  |                                                  |                                                  |                                                  | | | | | | |  |  |  |  |  |  |  |  |  |  |  |  |  |  |  |  |  |  |
| José María de Peñalver y Navarrete ii marqués de Arcos (1762-1804)                                                 | José María de Peñalver y Navarrete ii marqués de Arcos (1762-1804)                                                 | José María de Peñalver y Navarrete ii marqués de Arcos (1762-1804)                                                 | José María de Peñalver y Navarrete ii marqués de Arcos (1762-1804)                                                 | José María de Peñalver y Navarrete ii marqués de Arcos (1762-1804)                                                 | José María de Peñalver y Navarrete ii marqués de Arcos (1762-1804)                                                 |  |  | | | | | María del Carmen de Peñalver y Cárdenas (1784-1837)                                                | María del Carmen de Peñalver y Cárdenas (1784-1837)                                                | María del Carmen de Peñalver y Cárdenas (1784-1837)                | María del Carmen de Peñalver y Cárdenas (1784-1837)                | María del Carmen de Peñalver y Cárdenas (1784-1837)                | María del Carmen de Peñalver y Cárdenas (1784-1837)                |                                                                    |                                                                    |                                                                                                 |                                                                                                 |                                                                                                 |                                                                                                 |                                                                                                 |                                                                                                 |                                                  |                                                  |                                                  |                                                  | María de la Concepción de Peñalver y Cárdenas, marquesa consorte de Casa Peñalver (n. 1789)                                                                                 | María de la Concepción de Peñalver y Cárdenas, marquesa consorte de Casa Peñalver (n. 1789)                                                                                 | María de la Concepción de Peñalver y Cárdenas, marquesa consorte de Casa Peñalver (n. 1789)                                                                                 | María de la Concepción de Peñalver y Cárdenas, marquesa consorte de Casa Peñalver (n. 1789)                                                                                 | María de la Concepción de Peñalver y Cárdenas, marquesa consorte de Casa Peñalver (n. 1789)                                                                                 | María de la Concepción de Peñalver y Cárdenas, marquesa consorte de Casa Peñalver (n. 1789)                                                                                 |  |  |  |  |  |  |  |  |  |  |  |  |  |  |  |  |  |  |
| José María de Peñalver y Navarrete ii marqués de Arcos (1762-1804)                                                 | José María de Peñalver y Navarrete ii marqués de Arcos (1762-1804)                                                 | José María de Peñalver y Navarrete ii marqués de Arcos (1762-1804)                                                 | José María de Peñalver y Navarrete ii marqués de Arcos (1762-1804)                                                 | José María de Peñalver y Navarrete ii marqués de Arcos (1762-1804)                                                 | José María de Peñalver y Navarrete ii marqués de Arcos (1762-1804)                                                 |  |  | | | | | María del Carmen de Peñalver y Cárdenas (1784-1837)                                                | María del Carmen de Peñalver y Cárdenas (1784-1837)                                                | María del Carmen de Peñalver y Cárdenas (1784-1837)                | María del Carmen de Peñalver y Cárdenas (1784-1837)                | María del Carmen de Peñalver y Cárdenas (1784-1837)                | María del Carmen de Peñalver y Cárdenas (1784-1837)                |                                                                    |                                                                    |                                                                                                 |                                                                                                 |                                                                                                 |                                                                                                 |                                                                                                 |                                                                                                 |                                                  |                                                  |                                                  |                                                  | María de la Concepción de Peñalver y Cárdenas, marquesa consorte de Casa Peñalver (n. 1789)                                                                                 | María de la Concepción de Peñalver y Cárdenas, marquesa consorte de Casa Peñalver (n. 1789)                                                                                 | María de la Concepción de Peñalver y Cárdenas, marquesa consorte de Casa Peñalver (n. 1789)                                                                                 | María de la Concepción de Peñalver y Cárdenas, marquesa consorte de Casa Peñalver (n. 1789)                                                                                 | María de la Concepción de Peñalver y Cárdenas, marquesa consorte de Casa Peñalver (n. 1789)                                                                                 | María de la Concepción de Peñalver y Cárdenas, marquesa consorte de Casa Peñalver (n. 1789)                                                                                 |  |  |  |  |  |  |  |  |  |  |  |  |  |  |  |  |  |  |
| | | | | | |  |  | | | | | | |                                                                    |                                                                    |                                                                    |                                                                    |                                                                    |                                                                    |                                                                                                 |                                                                                                 |                                                                                                 |                                                                                                 |                                                                                                 |                                                                                                 |                                                  |                                                  |                                                  |                                                  | | | | | | |  |  |  |  |  |  |  |  |  |  |  |  |  |  |  |  |  |  |
| | | | | | |  |  | | | | | | |                                                                    |                                                                    |                                                                    |                                                                    |                                                                    |                                                                    |                                                                                                 |                                                                                                 |                                                                                                 |                                                                                                 |                                                                                                 |                                                                                                 |                                                  |                                                  |                                                  |                                                  | | | | | | |  |  |  |  |  |  |  |  |  |  |  |  |  |  |  |  |  |  |
| Ignacio de Peñalver y Peñalver iii marqués de Arcos (1803-1851)                                                    | Ignacio de Peñalver y Peñalver iii marqués de Arcos (1803-1851)                                                    | Ignacio de Peñalver y Peñalver iii marqués de Arcos (1803-1851)                                                    | Ignacio de Peñalver y Peñalver iii marqués de Arcos (1803-1851)                                                    | Ignacio de Peñalver y Peñalver iii marqués de Arcos (1803-1851)                                                    | Ignacio de Peñalver y Peñalver iii marqués de Arcos (1803-1851)                                                    |  |  | María de la Concepción de Peñalver y Peñalver (1804-1829)                                          | María de la Concepción de Peñalver y Peñalver (1804-1829)                                          | María de la Concepción de Peñalver y Peñalver (1804-1829)                                          | María de la Concepción de Peñalver y Peñalver (1804-1829)                                          | María de la Concepción de Peñalver y Peñalver (1804-1829)                                          | María de la Concepción de Peñalver y Peñalver (1804-1829)                                          |                                                                    |                                                                    |                                                                    |                                                                    |                                                                    |                                                                    | Nicolás de Peñalver y Cárdenas i conde de Peñalver (1791-1852)                                  | Nicolás de Peñalver y Cárdenas i conde de Peñalver (1791-1852)                                  | Nicolás de Peñalver y Cárdenas i conde de Peñalver (1791-1852)                                  | Nicolás de Peñalver y Cárdenas i conde de Peñalver (1791-1852)                                  | Nicolás de Peñalver y Cárdenas i conde de Peñalver (1791-1852)                                  | Nicolás de Peñalver y Cárdenas i conde de Peñalver (1791-1852)                                  |                                                  |                                                  |                                                  |                                                  | Sebastián José de los Santos de Peñalver y Peñalver iv marqués de Casa Peñalver (1820-1886)                                                                                 | Sebastián José de los Santos de Peñalver y Peñalver iv marqués de Casa Peñalver (1820-1886)                                                                                 | Sebastián José de los Santos de Peñalver y Peñalver iv marqués de Casa Peñalver (1820-1886)                                                                                 | Sebastián José de los Santos de Peñalver y Peñalver iv marqués de Casa Peñalver (1820-1886)                                                                                 | Sebastián José de los Santos de Peñalver y Peñalver iv marqués de Casa Peñalver (1820-1886)                                                                                 | Sebastián José de los Santos de Peñalver y Peñalver iv marqués de Casa Peñalver (1820-1886)                                                                                 |  |  |  |  |  |  |  |  |  |  |  |  |  |  |  |  |  |  |
| Ignacio de Peñalver y Peñalver iii marqués de Arcos (1803-1851)                                                    | Ignacio de Peñalver y Peñalver iii marqués de Arcos (1803-1851)                                                    | Ignacio de Peñalver y Peñalver iii marqués de Arcos (1803-1851)                                                    | Ignacio de Peñalver y Peñalver iii marqués de Arcos (1803-1851)                                                    | Ignacio de Peñalver y Peñalver iii marqués de Arcos (1803-1851)                                                    | Ignacio de Peñalver y Peñalver iii marqués de Arcos (1803-1851)                                                    |  |  | María de la Concepción de Peñalver y Peñalver (1804-1829)                                          | María de la Concepción de Peñalver y Peñalver (1804-1829)                                          | María de la Concepción de Peñalver y Peñalver (1804-1829)                                          | María de la Concepción de Peñalver y Peñalver (1804-1829)                                          | María de la Concepción de Peñalver y Peñalver (1804-1829)                                          | María de la Concepción de Peñalver y Peñalver (1804-1829)                                          |                                                                    |                                                                    |                                                                    |                                                                    |                                                                    |                                                                    | Nicolás de Peñalver y Cárdenas i conde de Peñalver (1791-1852)                                  | Nicolás de Peñalver y Cárdenas i conde de Peñalver (1791-1852)                                  | Nicolás de Peñalver y Cárdenas i conde de Peñalver (1791-1852)                                  | Nicolás de Peñalver y Cárdenas i conde de Peñalver (1791-1852)                                  | Nicolás de Peñalver y Cárdenas i conde de Peñalver (1791-1852)                                  | Nicolás de Peñalver y Cárdenas i conde de Peñalver (1791-1852)                                  |                                                  |                                                  |                                                  |                                                  | Sebastián José de los Santos de Peñalver y Peñalver iv marqués de Casa Peñalver (1820-1886)                                                                                 | Sebastián José de los Santos de Peñalver y Peñalver iv marqués de Casa Peñalver (1820-1886)                                                                                 | Sebastián José de los Santos de Peñalver y Peñalver iv marqués de Casa Peñalver (1820-1886)                                                                                 | Sebastián José de los Santos de Peñalver y Peñalver iv marqués de Casa Peñalver (1820-1886)                                                                                 | Sebastián José de los Santos de Peñalver y Peñalver iv marqués de Casa Peñalver (1820-1886)                                                                                 | Sebastián José de los Santos de Peñalver y Peñalver iv marqués de Casa Peñalver (1820-1886)                                                                                 |  |  |  |  |  |  |  |  |  |  |  |  |  |  |  |  |  |  |
| | | | | | |  |  | | | | | | |                                                                    |                                                                    |                                                                    |                                                                    |                                                                    |                                                                    |                                                                                                 |                                                                                                 |                                                                                                 |                                                                                                 |                                                                                                 |                                                                                                 |                                                  |                                                  |                                                  |                                                  | | | | | | |  |  |  |  |  |  |  |  |  |  |  |  |  |  |  |  |  |  |
| Ignacio de Peñalver y Calvo de la Puerta iv marqués de Arcos iv marqués de Casa Calvo (1828-1899) Sin descendencia | Ignacio de Peñalver y Calvo de la Puerta iv marqués de Arcos iv marqués de Casa Calvo (1828-1899) Sin descendencia | Ignacio de Peñalver y Calvo de la Puerta iv marqués de Arcos iv marqués de Casa Calvo (1828-1899) Sin descendencia | Ignacio de Peñalver y Calvo de la Puerta iv marqués de Arcos iv marqués de Casa Calvo (1828-1899) Sin descendencia | Ignacio de Peñalver y Calvo de la Puerta iv marqués de Arcos iv marqués de Casa Calvo (1828-1899) Sin descendencia | Ignacio de Peñalver y Calvo de la Puerta iv marqués de Arcos iv marqués de Casa Calvo (1828-1899) Sin descendencia |  |  | | | | | | | Narciso José de Peñalver y Peñalver ii conde de Peñalver (n. 1828) | Narciso José de Peñalver y Peñalver ii conde de Peñalver (n. 1828) | Narciso José de Peñalver y Peñalver ii conde de Peñalver (n. 1828) | Narciso José de Peñalver y Peñalver ii conde de Peñalver (n. 1828) | Narciso José de Peñalver y Peñalver ii conde de Peñalver (n. 1828) | Narciso José de Peñalver y Peñalver ii conde de Peñalver (n. 1828) |                                                                                                 |                                                                                                 |                                                                                                 |                                                                                                 |                                                                                                 |                                                                                                 |                                                  |                                                  |                                                  |                                                  | María de los Desamparados de Peñalver y Cárdenas v marquesa de Casa Peñalver (n. 1864)                                                                                      | María de los Desamparados de Peñalver y Cárdenas v marquesa de Casa Peñalver (n. 1864)                                                                                      | María de los Desamparados de Peñalver y Cárdenas v marquesa de Casa Peñalver (n. 1864)                                                                                      | María de los Desamparados de Peñalver y Cárdenas v marquesa de Casa Peñalver (n. 1864)                                                                                      | María de los Desamparados de Peñalver y Cárdenas v marquesa de Casa Peñalver (n. 1864)                                                                                      | María de los Desamparados de Peñalver y Cárdenas v marquesa de Casa Peñalver (n. 1864)                                                                                      |  |  |  |  |  |  |  |  |  |  |  |  |  |  |  |  |  |  |
| Ignacio de Peñalver y Calvo de la Puerta iv marqués de Arcos iv marqués de Casa Calvo (1828-1899) Sin descendencia | Ignacio de Peñalver y Calvo de la Puerta iv marqués de Arcos iv marqués de Casa Calvo (1828-1899) Sin descendencia | Ignacio de Peñalver y Calvo de la Puerta iv marqués de Arcos iv marqués de Casa Calvo (1828-1899) Sin descendencia | Ignacio de Peñalver y Calvo de la Puerta iv marqués de Arcos iv marqués de Casa Calvo (1828-1899) Sin descendencia | Ignacio de Peñalver y Calvo de la Puerta iv marqués de Arcos iv marqués de Casa Calvo (1828-1899) Sin descendencia | Ignacio de Peñalver y Calvo de la Puerta iv marqués de Arcos iv marqués de Casa Calvo (1828-1899) Sin descendencia |  |  | | | | | | | Narciso José de Peñalver y Peñalver ii conde de Peñalver (n. 1828) | Narciso José de Peñalver y Peñalver ii conde de Peñalver (n. 1828) | Narciso José de Peñalver y Peñalver ii conde de Peñalver (n. 1828) | Narciso José de Peñalver y Peñalver ii conde de Peñalver (n. 1828) | Narciso José de Peñalver y Peñalver ii conde de Peñalver (n. 1828) | Narciso José de Peñalver y Peñalver ii conde de Peñalver (n. 1828) |                                                                                                 |                                                                                                 |                                                                                                 |                                                                                                 |                                                                                                 |                                                                                                 |                                                  |                                                  |                                                  |                                                  | María de los Desamparados de Peñalver y Cárdenas v marquesa de Casa Peñalver (n. 1864)                                                                                      | María de los Desamparados de Peñalver y Cárdenas v marquesa de Casa Peñalver (n. 1864)                                                                                      | María de los Desamparados de Peñalver y Cárdenas v marquesa de Casa Peñalver (n. 1864)                                                                                      | María de los Desamparados de Peñalver y Cárdenas v marquesa de Casa Peñalver (n. 1864)                                                                                      | María de los Desamparados de Peñalver y Cárdenas v marquesa de Casa Peñalver (n. 1864)                                                                                      | María de los Desamparados de Peñalver y Cárdenas v marquesa de Casa Peñalver (n. 1864)                                                                                      |  |  |  |  |  |  |  |  |  |  |  |  |  |  |  |  |  |  |
| | | | | | |  |  | | | | | | |                                                                    |                                                                    |                                                                    |                                                                    |                                                                    |                                                                    |                                                                                                 |                                                                                                 |                                                                                                 |                                                                                                 |                                                                                                 |                                                                                                 |                                                  |                                                  |                                                  |                                                  | | | | | | |  |  |  |  |  |  |  |  |  |  |  |  |  |  |  |  |  |  |
| | | | | | |  |  | Nicolás de Peñalver y Zamora iii conde de Peñalver v marqués de Arcos (1853-1916) Sin descendencia | Nicolás de Peñalver y Zamora iii conde de Peñalver v marqués de Arcos (1853-1916) Sin descendencia | Nicolás de Peñalver y Zamora iii conde de Peñalver v marqués de Arcos (1853-1916) Sin descendencia | Nicolás de Peñalver y Zamora iii conde de Peñalver v marqués de Arcos (1853-1916) Sin descendencia | Nicolás de Peñalver y Zamora iii conde de Peñalver v marqués de Arcos (1853-1916) Sin descendencia | Nicolás de Peñalver y Zamora iii conde de Peñalver v marqués de Arcos (1853-1916) Sin descendencia |                                                                    |                                                                    |                                                                    |                                                                    |                                                                    |                                                                    | Enrique de Peñalver y Zamora iv conde de Peñalver vi marqués de Arcos (1857-1932)               | Enrique de Peñalver y Zamora iv conde de Peñalver vi marqués de Arcos (1857-1932)               | Enrique de Peñalver y Zamora iv conde de Peñalver vi marqués de Arcos (1857-1932)               | Enrique de Peñalver y Zamora iv conde de Peñalver vi marqués de Arcos (1857-1932)               | Enrique de Peñalver y Zamora iv conde de Peñalver vi marqués de Arcos (1857-1932)               | Enrique de Peñalver y Zamora iv conde de Peñalver vi marqués de Arcos (1857-1932)               |                                                  |                                                  |                                                  |                                                  | María Josefa Armenteros de Peñalver vi marquesa de Casa Peñalver vi marquesa de Cárdenas de Montehermoso (1884-1970)                                                        | María Josefa Armenteros de Peñalver vi marquesa de Casa Peñalver vi marquesa de Cárdenas de Montehermoso (1884-1970)                                                        | María Josefa Armenteros de Peñalver vi marquesa de Casa Peñalver vi marquesa de Cárdenas de Montehermoso (1884-1970)                                                        | María Josefa Armenteros de Peñalver vi marquesa de Casa Peñalver vi marquesa de Cárdenas de Montehermoso (1884-1970)                                                        | María Josefa Armenteros de Peñalver vi marquesa de Casa Peñalver vi marquesa de Cárdenas de Montehermoso (1884-1970)                                                        | María Josefa Armenteros de Peñalver vi marquesa de Casa Peñalver vi marquesa de Cárdenas de Montehermoso (1884-1970)                                                        |  |  |  |  |  |  |  |  |  |  |  |  |  |  |  |  |  |  |
| | | | | | |  |  | Nicolás de Peñalver y Zamora iii conde de Peñalver v marqués de Arcos (1853-1916) Sin descendencia | Nicolás de Peñalver y Zamora iii conde de Peñalver v marqués de Arcos (1853-1916) Sin descendencia | Nicolás de Peñalver y Zamora iii conde de Peñalver v marqués de Arcos (1853-1916) Sin descendencia | Nicolás de Peñalver y Zamora iii conde de Peñalver v marqués de Arcos (1853-1916) Sin descendencia | Nicolás de Peñalver y Zamora iii conde de Peñalver v marqués de Arcos (1853-1916) Sin descendencia | Nicolás de Peñalver y Zamora iii conde de Peñalver v marqués de Arcos (1853-1916) Sin descendencia |                                                                    |                                                                    |                                                                    |                                                                    |                                                                    |                                                                    | Enrique de Peñalver y Zamora iv conde de Peñalver vi marqués de Arcos (1857-1932)               | Enrique de Peñalver y Zamora iv conde de Peñalver vi marqués de Arcos (1857-1932)               | Enrique de Peñalver y Zamora iv conde de Peñalver vi marqués de Arcos (1857-1932)               | Enrique de Peñalver y Zamora iv conde de Peñalver vi marqués de Arcos (1857-1932)               | Enrique de Peñalver y Zamora iv conde de Peñalver vi marqués de Arcos (1857-1932)               | Enrique de Peñalver y Zamora iv conde de Peñalver vi marqués de Arcos (1857-1932)               |                                                  |                                                  |                                                  |                                                  | María Josefa Armenteros de Peñalver vi marquesa de Casa Peñalver vi marquesa de Cárdenas de Montehermoso (1884-1970)                                                        | María Josefa Armenteros de Peñalver vi marquesa de Casa Peñalver vi marquesa de Cárdenas de Montehermoso (1884-1970)                                                        | María Josefa Armenteros de Peñalver vi marquesa de Casa Peñalver vi marquesa de Cárdenas de Montehermoso (1884-1970)                                                        | María Josefa Armenteros de Peñalver vi marquesa de Casa Peñalver vi marquesa de Cárdenas de Montehermoso (1884-1970)                                                        | María Josefa Armenteros de Peñalver vi marquesa de Casa Peñalver vi marquesa de Cárdenas de Montehermoso (1884-1970)                                                        | María Josefa Armenteros de Peñalver vi marquesa de Casa Peñalver vi marquesa de Cárdenas de Montehermoso (1884-1970)                                                        |  |  |  |  |  |  |  |  |  |  |  |  |  |  |  |  |  |  |
| | | | | | |  |  | | | | | | |                                                                    |                                                                    |                                                                    |                                                                    |                                                                    |                                                                    | María de los Dolores de Peñalver y Zamora v condesa de Peñalver vii marquesa de Arcos (f. 1972) | María de los Dolores de Peñalver y Zamora v condesa de Peñalver vii marquesa de Arcos (f. 1972) | María de los Dolores de Peñalver y Zamora v condesa de Peñalver vii marquesa de Arcos (f. 1972) | María de los Dolores de Peñalver y Zamora v condesa de Peñalver vii marquesa de Arcos (f. 1972) | María de los Dolores de Peñalver y Zamora v condesa de Peñalver vii marquesa de Arcos (f. 1972) | María de los Dolores de Peñalver y Zamora v condesa de Peñalver vii marquesa de Arcos (f. 1972) |                                                  |                                                  |                                                  |                                                  | Esther María Romero de Juseu y Armenteros vii marquesa de Casa Peñalver (1914-1968)                                                                                         | Esther María Romero de Juseu y Armenteros vii marquesa de Casa Peñalver (1914-1968)                                                                                         | Esther María Romero de Juseu y Armenteros vii marquesa de Casa Peñalver (1914-1968)                                                                                         | Esther María Romero de Juseu y Armenteros vii marquesa de Casa Peñalver (1914-1968)                                                                                         | Esther María Romero de Juseu y Armenteros vii marquesa de Casa Peñalver (1914-1968)                                                                                         | Esther María Romero de Juseu y Armenteros vii marquesa de Casa Peñalver (1914-1968)                                                                                         |  |  |  |  |  |  |  |  |  |  |  |  |  |  |  |  |  |  |
| | | | | | |  |  | | | | | | |                                                                    |                                                                    |                                                                    |                                                                    |                                                                    |                                                                    | María de los Dolores de Peñalver y Zamora v condesa de Peñalver vii marquesa de Arcos (f. 1972) | María de los Dolores de Peñalver y Zamora v condesa de Peñalver vii marquesa de Arcos (f. 1972) | María de los Dolores de Peñalver y Zamora v condesa de Peñalver vii marquesa de Arcos (f. 1972) | María de los Dolores de Peñalver y Zamora v condesa de Peñalver vii marquesa de Arcos (f. 1972) | María de los Dolores de Peñalver y Zamora v condesa de Peñalver vii marquesa de Arcos (f. 1972) | María de los Dolores de Peñalver y Zamora v condesa de Peñalver vii marquesa de Arcos (f. 1972) |                                                  |                                                  |                                                  |                                                  | Esther María Romero de Juseu y Armenteros vii marquesa de Casa Peñalver (1914-1968)                                                                                         | Esther María Romero de Juseu y Armenteros vii marquesa de Casa Peñalver (1914-1968)                                                                                         | Esther María Romero de Juseu y Armenteros vii marquesa de Casa Peñalver (1914-1968)                                                                                         | Esther María Romero de Juseu y Armenteros vii marquesa de Casa Peñalver (1914-1968)                                                                                         | Esther María Romero de Juseu y Armenteros vii marquesa de Casa Peñalver (1914-1968)                                                                                         | Esther María Romero de Juseu y Armenteros vii marquesa de Casa Peñalver (1914-1968)                                                                                         |  |  |  |  |  |  |  |  |  |  |  |  |  |  |  |  |  |  |
| | | | | | |  |  | | | | | | |                                                                    |                                                                    |                                                                    |                                                                    |                                                                    |                                                                    | Rafael Charles Beauclerk de Peñalver vi marqués de Valero de Urría (1917-2007)                  | Rafael Charles Beauclerk de Peñalver vi marqués de Valero de Urría (1917-2007)                  | Rafael Charles Beauclerk de Peñalver vi marqués de Valero de Urría (1917-2007)                  | Rafael Charles Beauclerk de Peñalver vi marqués de Valero de Urría (1917-2007)                  | Rafael Charles Beauclerk de Peñalver vi marqués de Valero de Urría (1917-2007)                  | Rafael Charles Beauclerk de Peñalver vi marqués de Valero de Urría (1917-2007)                  |                                                  |                                                  |                                                  |                                                  | Esther María Koplowitz y Romero de Juseu vii condesa de Peñalver viii marquesa de Casa Peñalver x marquesa de Cárdenas de Montehermoso vii marquesa de Campo Florido (1950) | Esther María Koplowitz y Romero de Juseu vii condesa de Peñalver viii marquesa de Casa Peñalver x marquesa de Cárdenas de Montehermoso vii marquesa de Campo Florido (1950) | Esther María Koplowitz y Romero de Juseu vii condesa de Peñalver viii marquesa de Casa Peñalver x marquesa de Cárdenas de Montehermoso vii marquesa de Campo Florido (1950) | Esther María Koplowitz y Romero de Juseu vii condesa de Peñalver viii marquesa de Casa Peñalver x marquesa de Cárdenas de Montehermoso vii marquesa de Campo Florido (1950) | Esther María Koplowitz y Romero de Juseu vii condesa de Peñalver viii marquesa de Casa Peñalver x marquesa de Cárdenas de Montehermoso vii marquesa de Campo Florido (1950) | Esther María Koplowitz y Romero de Juseu vii condesa de Peñalver viii marquesa de Casa Peñalver x marquesa de Cárdenas de Montehermoso vii marquesa de Campo Florido (1950) |  |  |  |  |  |  |  |  |  |  |  |  |  |  |  |  |  |  |
| | | | | | |  |  | | | | | | |                                                                    |                                                                    |                                                                    |                                                                    |                                                                    |                                                                    | Rafael Charles Beauclerk de Peñalver vi marqués de Valero de Urría (1917-2007)                  | Rafael Charles Beauclerk de Peñalver vi marqués de Valero de Urría (1917-2007)                  | Rafael Charles Beauclerk de Peñalver vi marqués de Valero de Urría (1917-2007)                  | Rafael Charles Beauclerk de Peñalver vi marqués de Valero de Urría (1917-2007)                  | Rafael Charles Beauclerk de Peñalver vi marqués de Valero de Urría (1917-2007)                  | Rafael Charles Beauclerk de Peñalver vi marqués de Valero de Urría (1917-2007)                  |                                                  |                                                  |                                                  |                                                  | Esther María Koplowitz y Romero de Juseu vii condesa de Peñalver viii marquesa de Casa Peñalver x marquesa de Cárdenas de Montehermoso vii marquesa de Campo Florido (1950) | Esther María Koplowitz y Romero de Juseu vii condesa de Peñalver viii marquesa de Casa Peñalver x marquesa de Cárdenas de Montehermoso vii marquesa de Campo Florido (1950) | Esther María Koplowitz y Romero de Juseu vii condesa de Peñalver viii marquesa de Casa Peñalver x marquesa de Cárdenas de Montehermoso vii marquesa de Campo Florido (1950) | Esther María Koplowitz y Romero de Juseu vii condesa de Peñalver viii marquesa de Casa Peñalver x marquesa de Cárdenas de Montehermoso vii marquesa de Campo Florido (1950) | Esther María Koplowitz y Romero de Juseu vii condesa de Peñalver viii marquesa de Casa Peñalver x marquesa de Cárdenas de Montehermoso vii marquesa de Campo Florido (1950) | Esther María Koplowitz y Romero de Juseu vii condesa de Peñalver viii marquesa de Casa Peñalver x marquesa de Cárdenas de Montehermoso vii marquesa de Campo Florido (1950) |  |  |  |  |  |  |  |  |  |  |  |  |  |  |  |  |  |  |
| | | | | | |  |  | | | | | | |                                                                    |                                                                    |                                                                    |                                                                    |                                                                    |                                                                    | María Dolores Beauclerk Bowen (1958)                                                            | María Dolores Beauclerk Bowen (1958)                                                            | María Dolores Beauclerk Bowen (1958)                                                            | María Dolores Beauclerk Bowen (1958)                                                            | María Dolores Beauclerk Bowen (1958)                                                            | María Dolores Beauclerk Bowen (1958)                                                            |                                                  |                                                  |                                                  |                                                  | Carmen Alcocer Koplowitz viii condesa de Peñalver (1974) | Carmen Alcocer Koplowitz viii condesa de Peñalver (1974) | Carmen Alcocer Koplowitz viii condesa de Peñalver (1974) | Carmen Alcocer Koplowitz viii condesa de Peñalver (1974) | Carmen Alcocer Koplowitz viii condesa de Peñalver (1974) | Carmen Alcocer Koplowitz viii condesa de Peñalver (1974) |  |  |  |  |  |  |  |  |  |  |  |  |  |  |  |  |  |  |